# Annobón
L'isola di Annobón  (o Annabon o Anabon), chiamata Pagalu o Pigalu nella lingua autoctona fang, è un'isola della Guinea Equatoriale situata nell'oceano Atlantico.
Si trova a circa 350 Km dalla costa occidentale dell'Africa nel golfo di Guinea, dista 500 Km dalle coste continentali della Guinea Equatoriale e 600 Km dall'isola di Bioko. Misura 4 miglia circa di lunghezza per due miglia di larghezza con una superficie di 17,5 Km². È costituita da un antico vulcano spento la cui altezza massima arriva a 598 metri sul livello del mare, propaggine meridionale della linea vulcanica del Camerun.
Il territorio dell'isola costituisce anche la provincia di Annobón, la più piccola delle otto province della Guinea Equatoriale. Il comune sentimento anti-spagnolo dei circa 5 000 abitanti, legato con la lontananza dalla madrepatria e, allo stesso tempo, la vicinanza con São Tomé e Príncipe, ha contribuito a preservare il forte legame culturale con i primi colonizzatori europei, i portoghesi. Nonostante la lingua ufficiale sia lo spagnolo, sull'isola circa 2 500 persone parlano l'annobonese (Fá d'Ambô o Fa d'Ambu), un creolo basato sul portoghese.

## Storia
L'isola di Annobón venne scoperta il 1º gennaio del 1472 (da cui il nome che in portoghese significa "anno buono") dai navigatori portoghesi Pêro Escobar e João de Santarém, i cui viaggi portarono anche alla scoperta delle isole di São Tomé e Príncipe.

L'isola, disabitata, venne popolata con gli schiavi introdotti dall'Angola e da  São Tomé. Successivamente venne utilizzata fin dal 1580 dai primi missionari, Cappuccini e Carmelitani, come centro di evangelizzazione degli schiavi fuggiaschi. Passata brevemente in mani olandesi (1642-1648), divenne spagnola nel 1778, ma le tribù dell'isola si rivoltarono contro i nuovi dominatori, acquistando l'autonomia e ristabilendo i legami con i portoghesi di  São Tomé. Venne affittata agli inglesi nel 1827 per farne un centro per combattere il commercio degli schiavi.

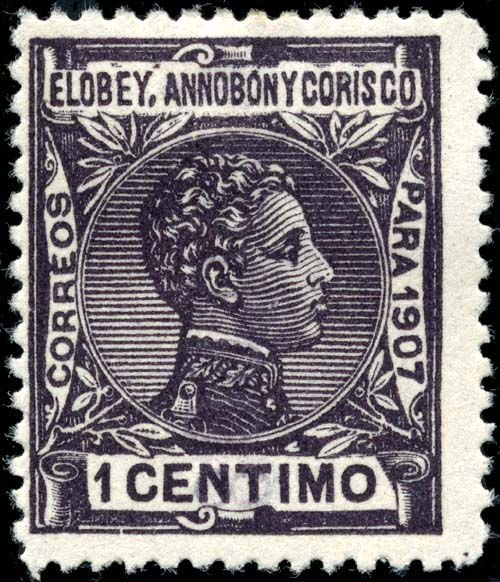
Francobollo da 1 centesimo del 1907 dedicato alle isole della Guinea Equatoriale: Elobey, Annobón e Corisco

Con l'indipendenza della Guinea equatoriale Annobón venne praticamente abbandonata dal governo centrale. Il dittatore Francisco Macías Nguema che nelle elezioni del 1968 non aveva ricevuto voti dai cittadini annabónesi, si vendicò arrivando ad impedire alla Croce Rossa di portare aiuti agli isolani quando, nel 1973, un'epidemia di colera uccise 400 persone e quando l'isola chiese aiuto al Gabon le truppe equatoguineane intervennero uccidendo gli isolani, violentando le donne, bruciando i raccolti e deportando i giovani nelle piantagioni di cacao dell'isola di Bioko..
Nel 1988, il Presidente Obiang Nguema concordò con multinazionali straniere l'impiego dell'isola per lo smaltimento di rifiuti tossici. La situazione mutò radicalmente nei primi anni novanta, con la scoperta di vasti giacimenti di petrolio nelle acque circostanti, che diedero l'avvio ad importanti operazioni di ristrutturazione delle infrastrutture. I cambiamenti, un grave deficit alimentare, l'obbligo ai lavori forzati spinsero la popolazione locale a rivendicazioni, sfociate nel 1993 in un tentativo di sommossa, duramente repressa dal governo del Presidente Obiang Nguema.

Centro principale dell'isola e capoluogo della provincia è San Antonio de Palé, posto nella parte settentrionale.